# 蔡洪田
蔡洪田（1901年—？），上海人，汪精卫政权人物。
蔡洪田曾担任过国民党上海市党部书记长。1939年加入汪精卫政权，为上海五中委之一（其余四人为汪曼云、顾继武、凌宪文、黄香谷）。同年9月出任国民党上海市党部主任委员。次年任社会事业专门委员会主任，江苏省民政厅厅长、省政府委员，上海市监务局局长。1942年出任法制专门委员会副主任委员。